# Strhaře
Strhaře (en allemand : Strharz) est une commune du district de Brno-Campagne, dans la région de Moravie-du-Sud, en République tchèque. Sa population s'élevait à 135 habitants en 2020.

## Géographie
Strhaře se trouve à 10 km au sud-ouest de Kunštát, à 30 km au nord-nord-ouest de Brno et à 161 km à l'est-sud-est de Prague.
La commune est limitée par Brumov au nord, par Bedřichov et Kozárov à l'est, par Rašov au sud, par Lomnice au sud-ouest et par Synalov et Osiky à l'ouest.

## Histoire
La première mention écrite de la localité date de 1360.

## Administration
La commune se compose de deux quartiers :
- Strhaře
- Žleby

## Transports
Par la route, Strhaře se trouve à 13 km de Tišnov, à 17,5 km de Kunštát, à 39,5 km de Brno et à 207 km de Prague.